# Трибунь
Трибунь (хорв. Tribunj) — населений пункт і громада в Шибеницько-Книнській жупанії Хорватії.

## Населення
Населення громади за даними перепису 2011 року становило 1 536 осіб.
Динаміка чисельності населення громади:

## Клімат
Середня річна температура становить 15,37 °C, середня максимальна – 27,89 °C, а середня мінімальна – 3,27 °C. Середня річна кількість опадів – 723 мм.
| Клімат поселення                              | Клімат поселення | Клімат поселення | Клімат поселення | Клімат поселення | Клімат поселення | Клімат поселення | Клімат поселення | Клімат поселення | Клімат поселення | Клімат поселення | Клімат поселення | Клімат поселення | Клімат поселення |
| Показник                                      | Січ.             | Лют.             | Бер.             | Квіт.            | Трав.            | Черв.            | Лип.             | Серп.            | Вер.             | Жовт.            | Лист.            | Груд.            |                  |
| Середній максимум, °C                         | 11,63            | 12,01            | 14,07            | 17,17            | 22,03            | 25,83            | 27,89            | 27,46            | 23,71            | 19,98            | 14,81            | 11,82            |                  |
| Середня температура, °C                       | 7,46             | 7,83             | 9,88             | 12,99            | 17,86            | 21,64            | 24,73            | 24,31            | 20,55            | 16,83            | 11,65            | 8,66             |                  |
| Середній мінімум, °C                          | 3,27             | 3,67             | 5,70             | 8,80             | 13,68            | 17,46            | 21,58            | 21,17            | 17,42            | 13,66            | 8,49             | 5,50             |                  |
| Норма опадів, мм                              | 66               | 57               | 61               | 63               | 50               | 48               | 26               | 41               | 73               | 77               | 87               | 74               |                  |
| Середньомісячна швидкість вітру, м/с          | 3.02             | 3.14             | 3.27             | 3.12             | 2.70             | 2.48             | 2.54             | 2.38             | 2.66             | 2.78             | 3.37             | 3.27             |                  |
| Середньомісячна сонячна радіація, кДж/м²·день | 5314             | 8049             | 11819            | 16650            | 20724            | 23271            | 24762            | 21646            | 16099            | 10384            | 5812             | 4515             |                  |
| --------------------------------------------- | ---------------- | ---------------- | ---------------- | ---------------- | ---------------- | ---------------- | ---------------- | ---------------- | ---------------- | ---------------- | ---------------- | ---------------- | ---------------- |
| Джерело:                                      |                  |                  |                  |                  |                  |                  |                  |                  |                  |                  |                  |                  |                  |